# هوهانس کاچازنونی
هُوْهانِس کاچازنونی (به ارمنی: Հովհաննես Մաթևոսի Քաջազնունի (Տեր-Հովհաննիսյան)؛ به انگلیسی: Hovhannes Kajaznuni؛ زادهٔ ۱ فوریهٔ ۱۸۶۸ - درگذشته ۱۹۳۸) یک سیاستمدار اهل ارمنستان بود.

## زندگی‌نامه
هوهانس کاچازنونی در ۱ فوریهٔ ۱۸۶۸ میلادی در شهر آخالتسیخه، گرجستان به دنیا آمد. خانواده وی اصالتاً از اهالی کارین بودند. او مدرسه متوسطه را بین سال‌های میلادی ۱۸۷۷–۱۸۸۶ در تفلیس گذراند. تحصیلات خویش را در رشته‌های مهندسی معدن و معماری در دانشگاه سن‌پترزبورگ روسیه انجام داد. او اولین نخست‌وزیر اولین جمهوری ارمنستان بود که از ۳۰ مه ۱۹۱۸ تا ۲۸ مه ۱۹۱۹ خدمت نمود.
هوهانس کاچازنونی در ۴ نوامبر ۱۹۲۰ میلادی رئیس مجلس اولین جمهوری ارمنستان شد ولی در دسامبر ۱۹۲۰ توسط بلشویکها دستگیر شد؛ اما در فوریه ۱۹۲۱ به علت شورش علیه رژیم شوروی آزاد شد. در اوایل ماه آوریل، او کشور را ترک کرد و بین سال‌های ۱۹۲۱ تا ۱۹۲۴ میلادی در بخارست زندگی کرد. در سال ۱۹۲۵ او به ارمنستان شوروی بازگشت و به عنوان یک معمار در گیومری مشغول به کار شد.
هوهانس کاچازنونی در سال ۱۹۳۸ میلادی در طول پاکسازی بزرگ از ۱۹۳۶ تا ۱۹۴۳ میلادی در زمان حکومت ژوزف استالین در زندان شهر ایروان، ارمنستان درگذشت.

## گزارش کنگره حزب ۱۹۲۳ میلادی
هوهانس کاچازنونی گزارشی را برای کنگره حزب داشناک در آوریل ۱۹۲۳ میلادی در طی اقامت خود در بخارست نوشته‌است. کنگره حزب در سال ۱۹۲۴ میلادی برگزار شد، گویا این حزب در سال ۱۹۲۳ میلادی به‌طور مخفی در وین تجمعی داشته و یک کنوانسیون مشترکی را ارائه نموده‌اند.
گزارش کاچازنونی (به ارمنی ՀՅ Դաշնակցությունը անելիք չունի այլեւս)، (به انگلیسی Dashnaktsutyun Has Nothing More to Do)، (به فارسی حزب داشناک کاری برای انجام ندارد)، برای اولین بار در سال ۱۹۵۵ میلادی توسط «متیو آرام» ترجمه با ویرایش آودیس بوغوس در آمریکا به چاپ رسیده‌است.
گزارش مذکور در کتابی به همان نام در سال ۱۹۲۴ میلادی در ایروان به چاپ رسیده‌است و در سال‌های ۱۹۹۴ و ۱۹۹۵ میلادی تجدید چاپ شده‌است.
بر اساس ادعای مهمت پرینچک در سال ۲۰۰۷ میلادی یک نسخه از گزارش مذکور به زبان روسی (گویا در سال ۱۹۲۷ میلادی در تفلیس به چاپ رسیده‌است) در کتابخانه ایالتی روسیه در مسکو پیدا کرده‌است.
(مهمت پرینچک عضو سازمان تروریستی ارگنه کن می‌باشد و در سال ۲۰۱۳ به ۶ سال زندان محکوم شد) مهمت پرینچک گزارش مذکور را در کتابی به نام (به انگلیسی:The Lie of 'Armenian Genocide' in Armenian Documents)، (به فارسی:دروغ نسل‌کشی ارمنی در اسناد ارمنی)، که فقط توسط انتشاراتی به نام "Kaynak Press" به زبان‌های انگلیسی و آلمانی و ترکی به چاپ رسانیده‌است.
مهمت پرینچک پسر دوغو پرینچک است. (دوغو پرینچک رهبر حزب کارگر می‌باشد و در سال ۹ مارس ۲۰۰۷ به دلیل انکار نسل‌کشی ارمنیان در سوئیس محکوم به پرداخت ۱۲۰۰۰ فرانک سوئیس شد و همچنین در سال ۲۰۱۳ به علت همکاری با گروه تروریستی ارگنه کن و شرکت در عملیات کودتا به حبس ابد محکوم شده بود) در واقع نسخه پیدا شده یک سند جعلی است که توسط یک گروه تروریستی به چاپ رسیده‌است و توسط بسیاری از روشنفکران به خصوص روشنفکران ارمنی مانند «ویگن آتاریان» رد شده‌است.

## فعالیت‌ها
- کار در اداره ساخت‌وساز استان باکو، بین سال‌های (۱۸۹۳–۱۸۹۵)
- معماری در شهر باتومی، بین سال‌های (۱۸۹۵–۱۸۹۷)
- به عنوان معمار منطقه‌ای در مدیریت استان تفلیس، بین سال‌های (۱۸۹۷–۱۸۹۹)
- معمار ارشد در باکو، طراحی و ساخت بیمارستان‌ها و ساختمان‌های آپارتمانی (۱۸۹۹–۱۹۰۶)
- شروع فعالیت سیاسی (۱۹۰۶)
- عضویت در شورای ملی ارمنی (۱۹۱۷)
- رئیس مجلس (۱۹۲۰)

## معماری
- طراحی ساختمان اسقف‌نشین شیراک
- کلیسای تادئوس بارتوقیموس مقدس در باکو

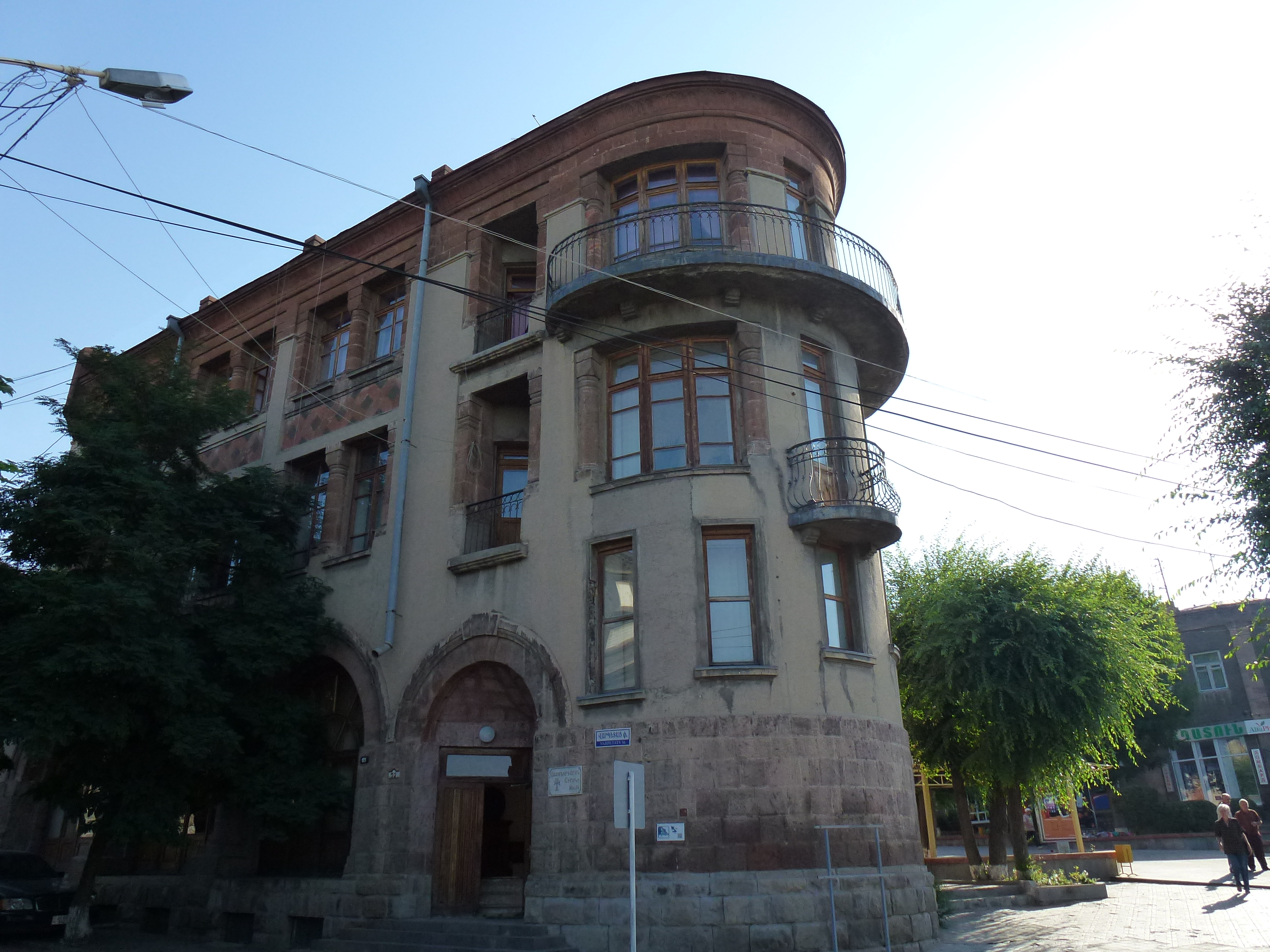
ساختمان مقام اسقفی
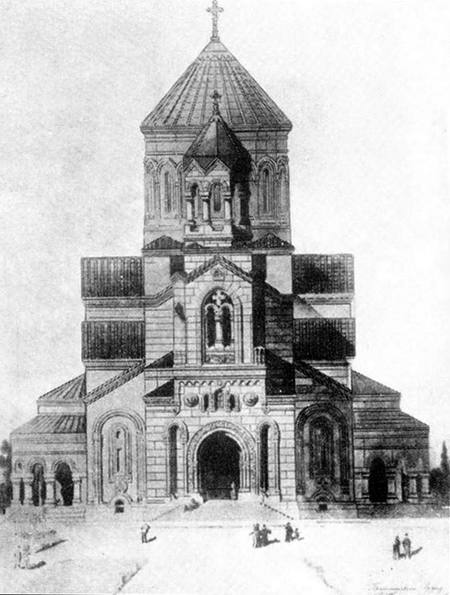
کلیسای تادئوس بارتوقیموس مقدس در باکو

## زندگی شخصی

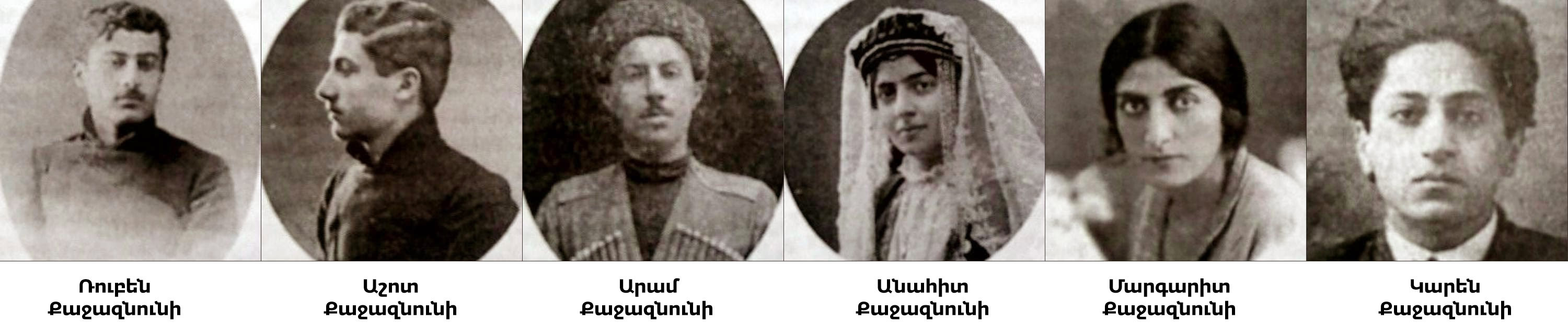
فرزندان هوهانس کاچازنونی